# Nokia C3
Nokia C3 — смартфон початкового рівня, розроблений компанією HMD Global під брендом Nokia. Був представлений 4 серпня 2020 року.

## Дизайн
Екран виконаний зі скла. Корпус виконаний з матового пластику.
Знизу знаходяться роз'єм microUSB та мікрофон. Зверху розташований 3.5 мм аудіороз'єм. З лівого боку розміщена кнопка виклику Google Асистента. З правого боку розміщені кнопки регулювання гучності та кнопка блокування смартфона. Місця під 2 SIM-картоки і карту пам'яті формату microSD до 128 ГБ розташовані під знімною задньою панеллю. Ззаду розміщені логотип «NOKIA», сканер відбитків пальців та овальний блок камери з LED спалахом. Роль мультимедійного динаміка виконує розмовний, що як і фронтальна камера, розташований спереду на верхній рамці дисплею.
Nokia C3 продавався в Північному синьому та Пісочному золотому кольорах.

## Технічні характеристики

### Платформа
Смартфон отримав процесор Unisoc SC9863A та графічний процесор IMG8322.

### Батарея
Батарея отримала об'єм 3040 мА·год. Також батарею можна зняти та самостійно замінити.

### Камера
Пристрій отримав основну камеру 8 Мп, f/2.0 з автофокусом та здатнсістю запису відео в роздільній здатності 1080p@30fps. Фронтальна камера отримала роздільність 5 Мп, світлосилу f/2.4 та можливість запису відео в роздільній здатності 720p@30fps.

### Екран
Екран IPS LCD, 5.99", HD+ (1440 × 720) зі співвідношенням сторін 18:9 та щільністю пікселів 269 ppi.

### Пам'ять
Nokia C3 продавався в комплектаціях 2/16, 2/32 та 3/32 ГБ.

### Програмне забезпечення
Смартфон працює на Android 10.